# Kuwum (Marga)
Kuwum is een bestuurslaag in het regentschap Tabanan van de provincie Bali, Indonesië. Kuwum telt 2793 inwoners (volkstelling 2010).